# Snafu (Band)
Snafu war eine britische Rockband der 1970er Jahre. Sie verband britischen Rhythm and Blues mit amerikanischem Westcoast- und Country-Rock.

## Geschichte
Snafu wurde im Herbst 1972 gegründet. Die meisten Mitglieder waren zuvor schon in vergleichsweise bekannten Bands tätig: Bobby Harrison gehörte 1967 zur ersten Besetzung von Procol Harum, Micky Moody war Gitarrist bei Juicy Lucy,  Terry Popple spielte vormals als Schlagzeuger in der Band von Van Morrison und Colin Gibson war Bassist bei Ginger Baker’s Air Force. Als Keyboarder gehörte zudem Pete Solley zu Snafu.
Ihr erstes Album SNAFU nahmen sie in Richard Bransons The Manor Studio zur gleichen Zeit auf, zu der auch der damals noch unbekannte Mike Oldfield dort an Tubular Bells arbeitete. Nach der Aufnahme ihres zweiten Albums Situation Normal mit deutlichem Country-Einfluss tourten sie als Vorband für Emerson, Lake and Palmer durch die USA. Dies wurde im Nachhinein jedoch als Fehler angesehen.
1975 tourten sie als Vorband von Status Quo durch Deutschland.
Während der Aufnahmen zum dritten Album All Funked Up verließ Pete Solley die Band, um sich Procol Harum anzuschließen. Er wurde zunächst durch Brian Chatton ersetzt und kurz darauf durch Tim Hinkley. Micky Moody wechselte zu David Coverdale und zählte zu den Gründungsmitgliedern von Whitesnake. Nach einem kurzen Gastspiel von Clem Clempson an der Gitarre löste sich Snafu auf.

## Diskographie
- SNAFU (1973)
- Situation Normal (1974)
- All Funked Up (1975)

Die Titel des zweiten und des dritten Albums entsprechen fast dem Text des Akronyms SNAFU.